# Enllaç C-Ta
Els compostos d'organotàntal (o compostos orgànics del tàntal) són compostos químics que contenen un enllaç químic entre carboni (C) i tàntal (Ta) (enllaç C-Ta).
La química de l'organotàntal és la ciència corresponent que explora les propietats, l'estructura i la reactivitat d'aquests compostos. S'ha informat d'una gran varietat de compostos, inicialment amb lligands ciclopentadienil i CO. Els estats d'oxidació varien de Ta(V) a Ta(-I).

## Classes de compostos d'organotàntal

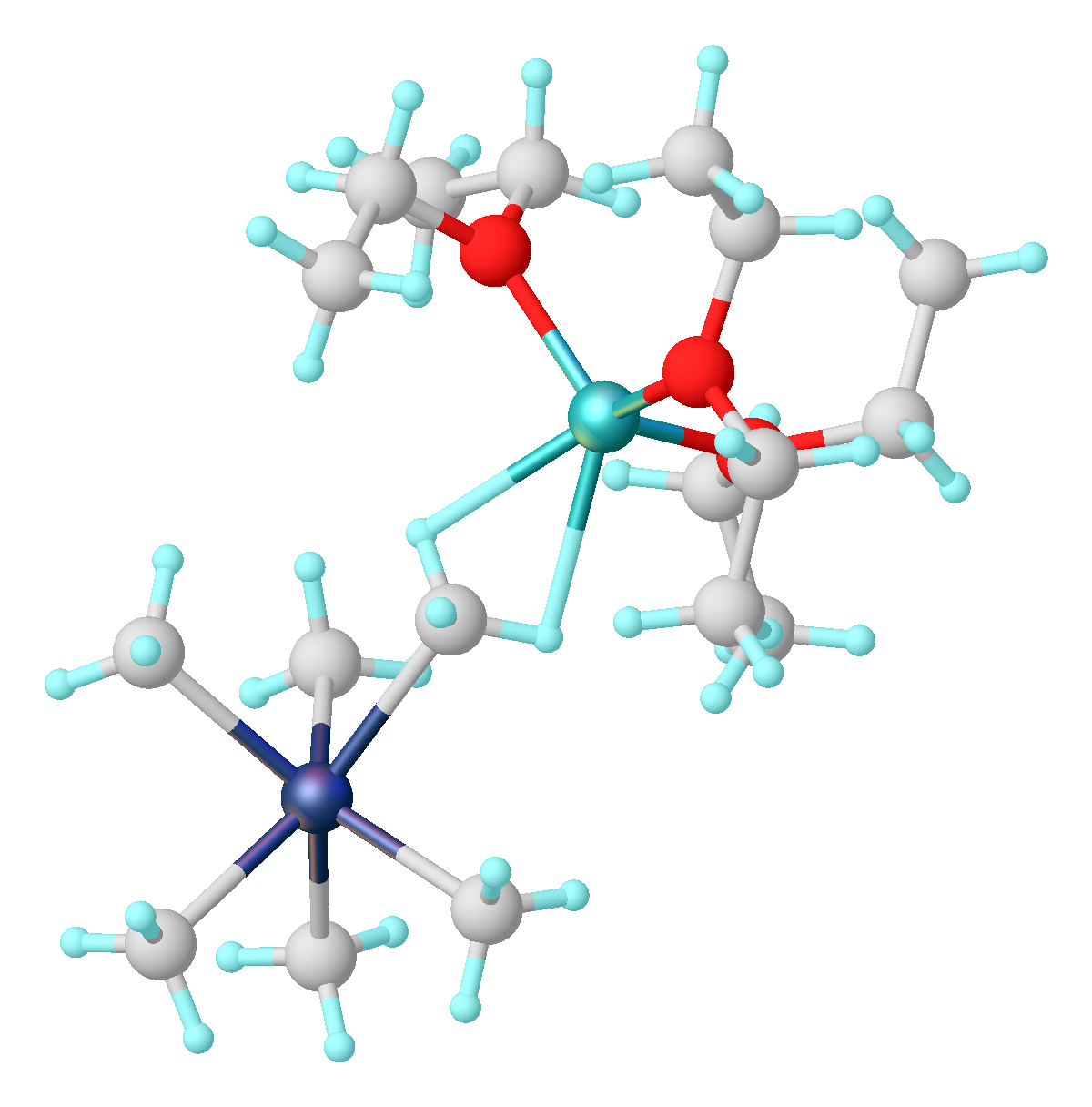
Estructura de [Li(OEt₂)₃+[TaMe₆]−]]

### Complexos alquil i aril
Richard Schrock va informar sobre el pentametiltàntal el 1974.
Les sals de [Ta(CH₃)₆]− es preparen per alquilació de TaF₅ utilitzant metil-liti:
TaF₅ + 6 LiCH₃ → Li[Ta(CH₃)₆] + 5 LiF

### Complexos d'alquilidè
Els complexos d'alquilidè de tàntal sorgeixen tractant el diclorur de trialquiltàntal amb reactius d'alquil-liti. Aquesta reacció inicialment forma un complex tetraalquil-monoclor-tàntal tèrmicament inestable, que se sotmet a l'eliminació d'hidrogen α, seguida d'una alquilació del clorur restant.

Síntesi de complexos de monoalquilidè de tàntal

Els complexos d'alquilidè de tàntal són nucleòfils. Efectuen una sèrie de reaccions que inclouen: olefinacions, metàtesi d'olefines, hidroaminoalquilació d'olefines i al·lilació conjugada d'enones.

Olefinació promoguda per alquilidè de tàntal

L'etilè, el propilè i l'estirè reaccionen amb els complexos d'alquilidè de tàntal per produir productes de metàtesi d'olefines.

Metàtesi d'olefines d'alquilidè de tàntal

### Complexos de ciclopentadienil
Alguns dels primers complexos d'organotàntàl informats eren derivats de ciclopentadienil (Cp). Aquests sorgeixen de les reaccions de metàtesi de la sal del ciclopentadienur de sodi i el pentaclorur de tàntal. Més solubles i més desenvolupats són els derivats del pentametilciclopentadiè (Cp*) com ara Cp*₂TaCl₂, i Cp*₂TaH₃

### Carbonils i isocianurs de tàntal
La reducció de TaCl₅ sota una atmosfera de CO dona les sals de [Ta(CO)₆]−. Aquests mateixos anions es poden obtenir per carbonilació de complexos d'arè de tàntal.
També es coneixen diversos complexos d'isocianur de tàntal.

### Arens de tàntal i complexos alquins
El tractament del pentaclorur de tàntal amb hexametilbenzè (C₆Me₆), alumini i triclorur d'alumini dona [M(η6-C₆Me₆)AlCl₄]₂.

Síntesi d'Utimoto d'(E)-alcohols al·lílics

Els complexos alquí-tàntal catalitzen ciclotrimeritzacions. Alguns complexos alquí-tàntal són precursors dels alcohols al·lílics. Els tantalaciclopropens s'invoquen com a intermedis.

### Complexos amido-tàntal
Els compostos d'organotàntal s'invoquen com a intermedis en l'alquilació C d'amines secundàries amb 1-alquens mitjançant Ta(NMe₂)₅. La química desenvolupada per Maspero es va dur a terme més tard quan Hartwig i Herzon van informar de la hidroaminoalquilació d'olefines per formar alquilamines:

Esquema de reacció d'hidroaminoalquilació de Hartwig

El cicle catalític pot procedir mitjançant l'extracció de β-hidrogen de la bisamida, que forma la metal·laaziridina. La inserció posterior d'olefines, la protonòlisi de l'enllaç tàntal-carboni i l'extracció de β-hidrogen produeixen el producte alquilamina.

Mecanisme proposat d'hidroaminoalquilació

### Transmetal·lació
Els reactius d'organotàntal sorgeixen mitjançant la transmetal·lació de compostos d'organotàntal amb clorur de tàntal(V). Aquests reactius d'organotàntal promouen l'al·lació conjugada d'enones. Tot i que l'al·lació directa de grups carbonil és freqüent a tota la literatura, s'ha informat poc sobre l'al·lació conjugada d'enones.

## Aplicacions
Els compostos d'organotàtal són d'interès acadèmic, però s'han descrit poques aplicacions comercials.